# 第1軍 (德國國防軍)
第1軍（德語：I. Armeekorps）是二战期间德国國防軍的一个军。1934年10月1日在柯尼斯堡的第1师的前工作人员組織后成立的。它先后参与了波兰战役和法国战役。入侵苏联后，一直被编入北方集团军群，参与北部的战斗。1944年末，第1軍随着北方集团军群陷入库尔兰口袋，直到1945年5月向苏军投降。

## 隶属
| 日期     | 集团军      | 集团军群       |
| -------- | ----------- | -------------- |
| 1939年   |             |                |
| 8月26日  | 第3集团军   | 北方集团军群   |
| 10月9日  | 第3集团军   | 北方集团军群   |
| 10月31日 | 第6集团军   | B集团军群      |
| 1940年   |             |                |
| 1月1日   | 第6集团军   | B集团军群      |
| 5月20日  | 第4集团军   | B集团军群      |
| 6月21日  | 第18集团军  | B集团军群      |
| 7月3日   | 第7集团军   | B集团军群      |
| 9月13日  | 第18集团军  | B集团军群      |
| 1941年   |             |                |
| 1月1日   | 第18集团军  | B集团军群      |
| 4月22日  | 第18集团军  | C集团军群      |
| 6月22日  | 第18集团军  | 北方集团军群   |
| 7月15日  | 第4装甲集群 | 北方集团军群   |
| 7月28日  | 第16集团军  | 北方集团军群   |
| 12月3日  | 第18集团军  | 北方集团军群   |
| 1942年   |             |                |
| 1月1日   | 第18集团军  | 北方集团军群   |
| 1943年   |             |                |
| 1月1日   | 第18集团军  | 北方集团军群   |
| 9月15日  | 第18集团军  | 北方集团军群   |
| 10月8日  | 第16集团军  | 北方集团军群   |
| 1944年   |             |                |
| 1月1日   | 第16集团军  | 北方集团军群   |
| 10月     | 第18集团军  | 北方集团军群   |
| 1945年   |             |                |
| 1月1日   | 第18集团军  | 北方集团军群   |
| 1月25日  | 第18集团军  | 库尔兰集团军群 |

## 指挥官
- 炮兵上将沃尔特·冯·布劳希奇[3]（1935年10月1日-1937年3月31日）

### 师长
- 炮兵上将乔治·冯·库赫勒（1937年4月1日-1939年7月31日）
- 炮兵上将沃尔特·佩策尔（1939年9月1日-1939年10月25日）
- 步兵上将库诺·冯·博斯（1939年10月26日–1942年3月3日）
- 骑兵上将菲利普·克莱菲尔（1942年3月3日–1943年4月1日）
- 步兵上将奥托·沃勒（1943年4月1日-1943年8月15日）
- 骑兵上将菲利普·克莱菲尔（1943年8月15日–1943年9月17日）
- 炮兵上将马丁·格拉斯（1943年9月17日-1944年1月1日）
- 卡尔·希尔珀特（1944年1月1日–1944年1月20日）
- 大将炮兵上将沃尔特·哈特曼（1944年1月20日-1944年5月1日）
- 大将卡尔·希尔珀特（1944年5月1日–1944年8月1日）
- 步兵上将西奥多·布斯（1944年8月1日-1945年1月9日）
- 步兵上将弗里德里希·范戈尔（1945年1月20日-1945年4月21日）
- 中将克里斯蒂安·乌辛格（1945年4月21日–1945年5月8日）

### 总参谋长
- 埃里希·霍普纳上校（1935年10月15日）
- 卡尔-阿道夫·霍利特少将（1935年–1938年11月10日）
- 赫伯特·冯·博克曼少将（1938年11月10日–1939年8月）
- 沃尔特·韦斯上校（1939年8月26日–1940年9月）
- 保罗·舍尔普弗鲁格中校（1940年9月-1940年12月）
- 奥托·冯·克里斯上校（1940年12月10日–1941年11月26日）
- 约布斯特·弗赖赫尔·冯·汉斯坦上校（1941年11月28日–1941年12月26日）
- 恩斯特-安东·冯·克罗西克上校（1941年12月28日–1942年5月7日）
- 约阿希姆·齐格勒中校（1942年5月7日-1942年6月18日）
- 恩斯特-安东·冯·克罗西克上校（1942年6月18日–1942年6月20日）
- 伯恩哈德·冯·谢瓦莱里上校（1943年6月20日-1944年3月5日）
- 海因茨·冯·齐格勒和克利普豪森上校（1944年3月5日-1945年4月）
- 博尔科·冯·德·海德上校（1945年4月-1945年5月）